# Nowa Wieś Królewska (Grande-Pologne)
Pour les articles homonymes, voir Nowa Wieś Królewska.
Nowa Wieś Królewska (prononciation : [ˈnɔva ˈvjɛɕ kruˈlɛfska], en allemand : Königsneudorf) est un village polonais de la gmina de Września dans le powiat de Września de la voïvodie de Grande-Pologne dans le centre-ouest de la Pologne.
Il se situe à environ 9 kilomètres au sud de Września (siège de la gmina et du powiat) et à 49 kilomètres à l'est de Poznań (capitale régionale).
Le village possède une population de 340 habitants.

## Histoire
De 1975 à 1998, le village faisait partie du territoire de la voïvodie de Poznań.

Depuis 1999, Nowa Wieś Królewska est situé dans la voïvodie de Grande-Pologne.